# Palmarès della Sociedade Esportiva Palmeiras
La Sociedade Esportiva Palmeiras, nota semplicemente come Palmeiras, è una società polisportiva di San Paolo del Brasile.
Tra i numerosi successi del Palmeiras si ricordano le tre Coppe Libertadores (1999, 2020, 2021) e la vittoria, nel 1951, del Torneo Internazionale dei Club Campioni, competizione non ufficiale organizzata dalla Confederação Brasileira de Desportos che la FIFA considera antesignana de facto della Coppa Intercontinentale e della Coppa del mondo per club.

## Competizioni nazionali
- Taça Brasil/Campionato brasiliano: 12  (record)

1960, 1967, 1967, 1969, 1972, 1973, 1993, 1994, 2016, 2018, 2022, 2023
- Coppa del Brasile: 4

1998, 2012, 2015, 2020
- Supercoppa del Brasile: 1

2023
- Campeonato Brasileiro Série B: 2 (record)

2003, 2013
- Copa dos Campeões: 1 (record)

2000

## Competizioni interstatali
- Torneo Rio-San Paolo: 5 (record)

1933, 1951, 1965, 1993, 2000

## Competizioni statali
- Campionato paulista: 26

1920, 1926, 1927, 1932, 1933, 1934, 1936, 1940, 1942, 1944, 1947, 1950, 1959, 1963, 1966, 1972, 1974, 1976, 1993, 1994, 1996, 2008, 2020, 2022, 2023, 2024
- Taça Cidade de São Paulo: 4

1945, 1946, 1950, 1951

## Competizioni internazionali
- Torneo Internazionale dei Club Campioni: 1 [5]

1951
- Coppa Libertadores: 3

1999, 2020, 2021
- Coppa Mercosur: 1  (record)

1998
- Recopa Sudamericana: 1

2022

## Competizioni giovanili
- Torneo Internazionale Under-19 Bellinzona: 3

2007, 2016, 2017
- Copa São Paulo de Futebol Júnior: 2

2022, 2023
- Taça Belo Horizonte de Juniores: 2

1998, 2002
- Campeonato Brasileiro Sub-20: 2

2018, 2022
- Copa do Brasil Sub-20: 2

2019, 2022
- Campeonato Brasileiro Sub-17: 2

2022, 2023
- Copa do Brasil Sub-17: 4

2017, 2019, 2022, 2023
- Supercopa do Brasil Sub-17: 1

2019

## Altre competizioni
- Kirin Cup: 1

1978

## Altri piazzamenti
- Campionato brasiliano:

Secondo posto: 1970, 1978, 1997, 2017
Terzo posto: 2019, 2021, 2024
- Coppa del Brasile:

Finalista: 1996
Semifinalista: 1992, 1997, 1999, 2018
- Supercoppa del Brasile:

Finalista: 2021, 2024
- Copa dos Campeões:

Semifinalista: 2002
- Campionato paulista:

Secondo posto/Finalista: 1931, 1937, 1939, 1949, 1951, 1953, 1954, 1961, 1964, 1965, 1969, 1970, 1971, 1986, 1992, 1995, 1999, 2015, 2018, 2025
Terzo posto: 1930, 1941, 1943, 1945, 1982, 2006
Semifinalista: 1978, 1979, 1983, 1987, 1998, 2000, 2002, 2003, 2004, 2009, 2011, 2014, 2017, 2019
- Torneo Rio-San Paolo:

Terzo posto: 1954, 1962, 1964
- Coppa Libertadores:

Finalista: 1961, 1968, 2000
Semifinalista: 1971, 2001, 2018, 2022, 2023
- Coppa Sudamericana:

Semifinalista: 2010
- Recopa Sudamericana:

Finalista: 2021
- Coppa Mercosur:

Finalista: 1999, 2000
- Coppa Intercontinentale:

Finalista: 1999
- Coppa del mondo per club:

Finalista: 2021
Semifinalista: 2020